# Cobra Dane

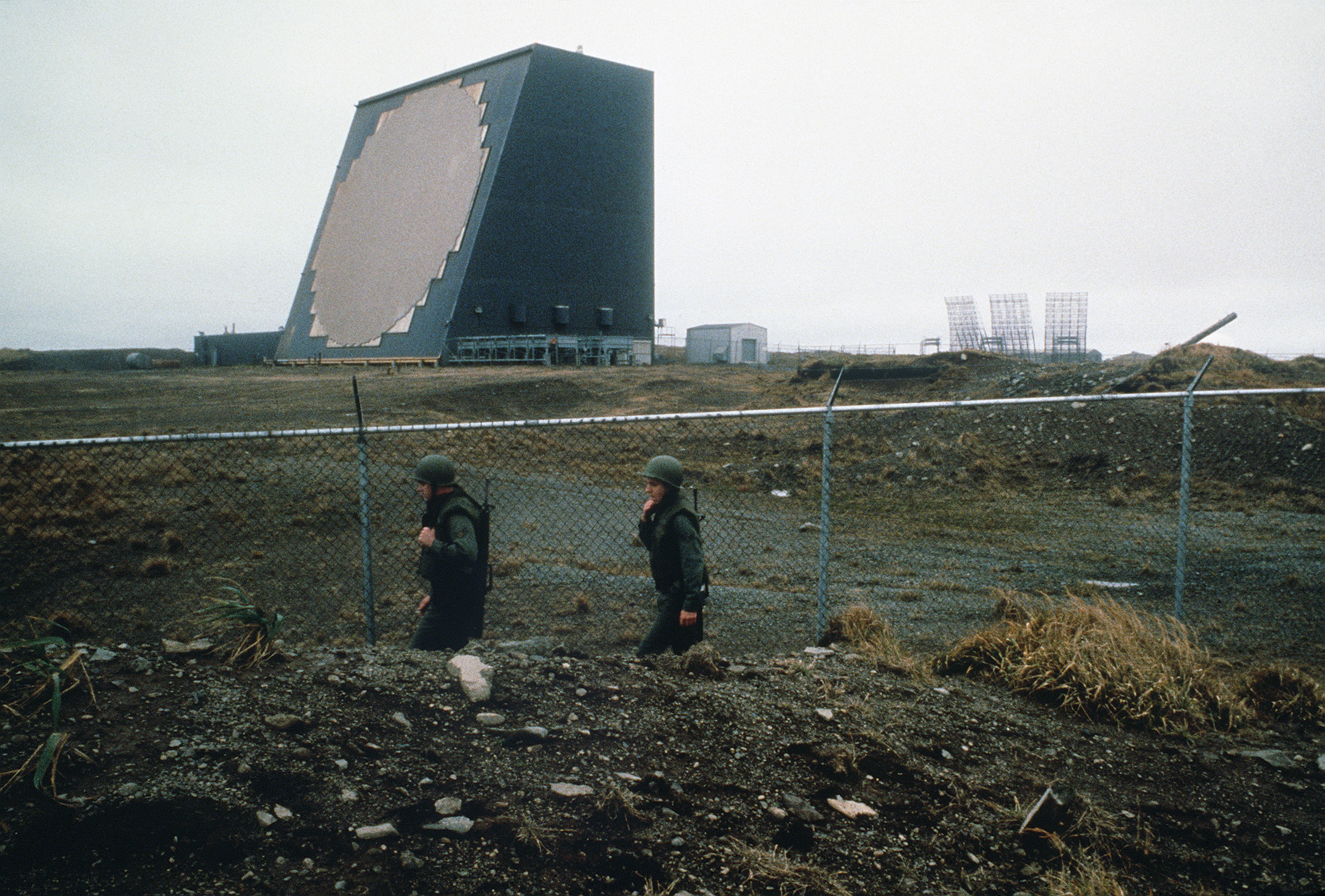
Cobra Dane-Radar im Oktober 1984

Das AN/FPS-108 Cobra Dane-Radar ist ein Luft- und Weltraumüberwachungsradar der United States Air Force und befindet sich auf dem Eareckson-Stützpunkt auf Shemya Island, Alaska.

## Geschichte

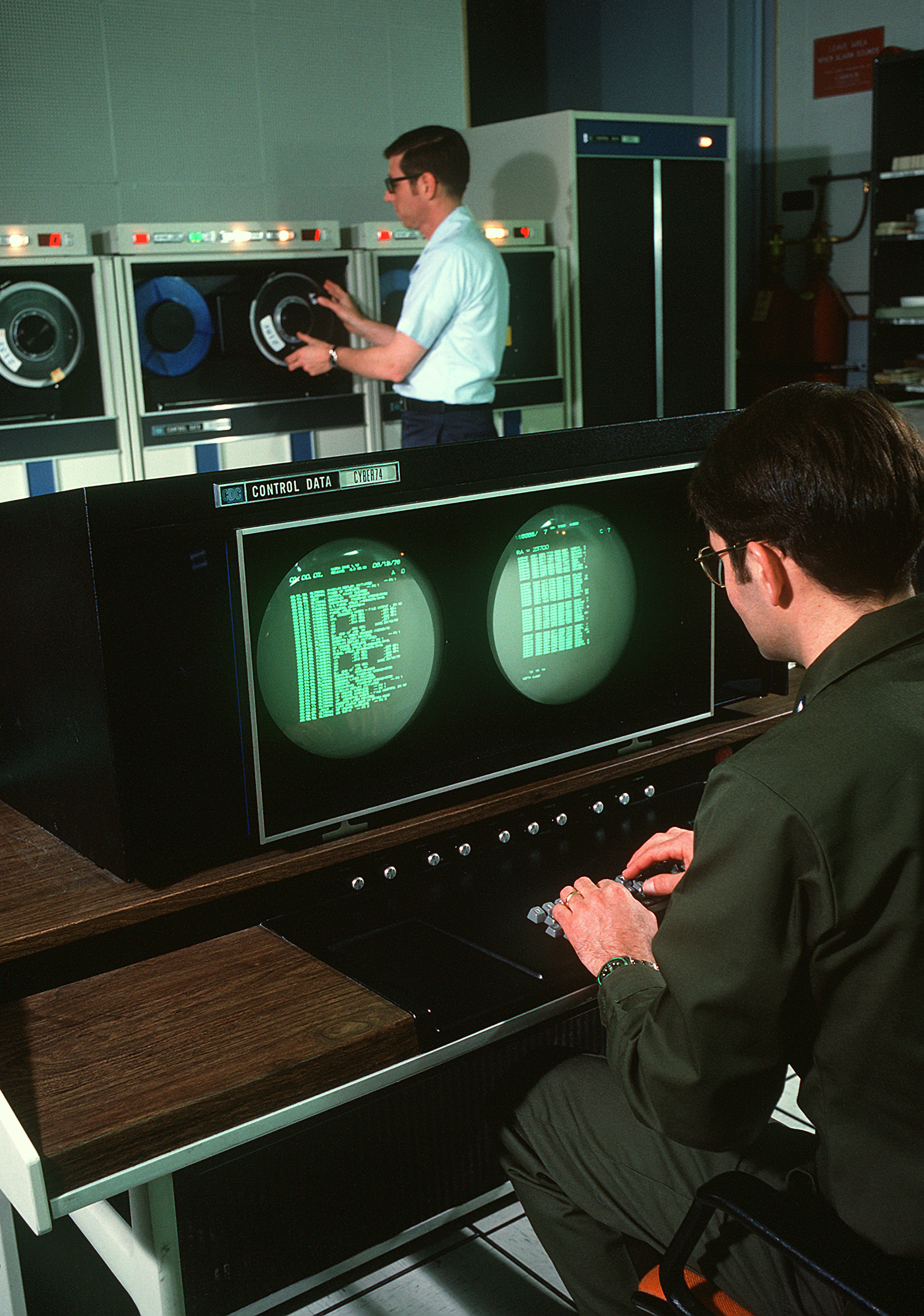
Das Datenverarbeitungszentrum im Juni 1977

Es wurde Mitte der 1970er Jahre zur Überwachung sowjetischer Raketentests in Kura (Kamtschatka) entwickelt und nahm 1977 seinen Betrieb auf. Die Radaranlage war ein wichtiges Glied in der Überwachungskette des North American Aerospace Defense Command, um anfliegende sowjetische Interkontinentalraketen zu erfassen und zur Verifikation von SALT II um Abschussvorrichtungen für ICBMs zu überwachen. Heute überwacht es außerdem Weltraummüll für das NASA Orbital Debris Program Office.

## Technik

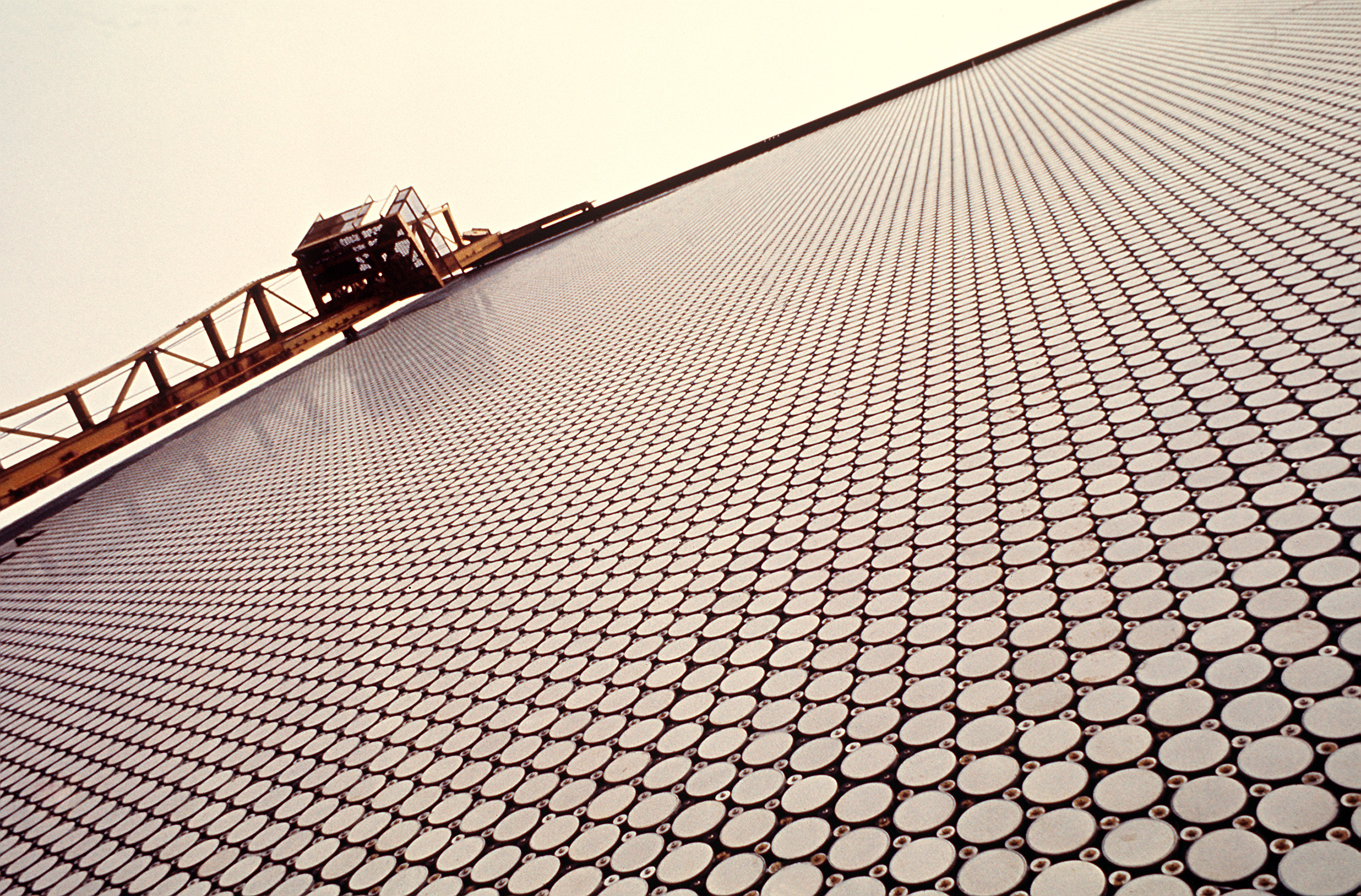
Detailaufnahme der Sendeelemente (1977)

Cobra Dane ist als passive Phased-Array-Antenne ausgelegt, der 29 Meter messende Spiegel setzt sich aus 15.360 Sende- und 19.408 Empfangselementen zusammen. Die 15.360 zwölf Zentimeter großen Sender haben eine maximale Gesamtleistung von 15,4 Megawatt, die Durchschnittsleistung der Anlage liegt bei 0,92 Megawatt bei einer Frequenz von 1215 bis 1400 MHz. Objekte können damit noch in einer Entfernung von über 3000 Kilometern erfasst werden, im Weltraum bis zu einer Entfernung von 40.000 Kilometern.